# La Guerre d'Anna
Pour plus de détails, voir Fiche technique et Distribution.
La Guerre d'Anna (Война Анны, Voïna Anni) est un film russe réalisé par Alekseï Fedortchenko, sorti en 2018.

## Synopsis
Anna est une petite fille qui est l'unique survivante d'une famille juive tuée par les nazis. Seule, elle tente de survivre.

## Fiche technique
- Titre original : Война Анны, Voïna Anni
- Titre français : La Guerre d'Anna
- Réalisation : Alekseï Fedortchenko
- Scénario : Alekseï Fedortchenko et Natalia Mechtchaninova
- Photographie : Alicher Khamidkhodjaev
- Montage : Pavel Khanyutine et Hervé Schneid
- Pays d'origine : Russie
- Format : Couleurs - 35 mm
- Genre : drame
- Durée : 74 minutes
- Dates de sortie :
  -  Pays-Bas : 28 janvier 2018 (Festival de Rotterdam)
  -  Russie : 2 juin 2018 (Kinotavr 2018)

## Distribution
- Marta Kozlova : Anna

## Récompenses
- Kinotavr 2018 : Prix spécial du jury à Marta Kozlova[1].
- 17e cérémonie des Aigles d'or : Aigle d'or du meilleur film et du meilleur réalisateur[2].
- 32e cérémonie des Nika : Nika du meilleur film et de la meilleure actrice[3].